# Krizantémfajok listája
A krizantém (Chrysanthemum) a fészkesvirágzatúak (Asterales) rendjébe és az őszirózsafélék (Asteraceae) családjába tartozó nemzetség.

## Rendszerezés
A nemzetségbe az alábbi 37 faj és 4 hibrid tartozik:
- Chrysanthemum aphrodite Kitam.
- Chrysanthemum arcticum L.
- Chrysanthemum argyrophyllum Ling
- Chrysanthemum arisanense Hayata
- Chrysanthemum chalchingolicum Grubov
- Chrysanthemum chanetii H.Lév.
- Chrysanthemum crassum (Kitam.) Kitam.
- Chrysanthemum cuneifolium Kitam.
- Chrysanthemum daucifolium (Ledeb.) Parsa
- Chrysanthemum dichrum (C.Shih) H.Ohashi & Yonek.
- Chrysanthemum foliaceum (G.F.Peng, C.Shih & S.Q.Zhang) J.M.Wang & Y.T.Hou
- Chrysanthemum glabriusculum (W.W.Sm.) Hand.-Mazz.
- Chrysanthemum horaimontanum Masam.
- Chrysanthemum hypargyreum Diels
- Chrysanthemum indicum L. - típusfaj
- Chrysanthemum integrifolium Richardson
- japán krizantém (Chrysanthemum japonicum) (Maxim.) Makino
- Chrysanthemum × konoanum Makino
- Chrysanthemum lavandulifolium Makino
- Chrysanthemum leucanthum (Makino) Makino
- Chrysanthemum longibracteatum (C.Shih, G.F.Peng & S.Y.Jin) J.M.Wang & Y.T.Hou
- Chrysanthemum maximoviczii Kom.
- Chrysanthemum miyatojimense Kitam.
- Chrysanthemum × morifolium (Ramat.) Hemsl.
- Chrysanthemum morii Hayata
- Chrysanthemum naktongense Nakai
- Chrysanthemum ogawae Kitam.
- Chrysanthemum okiense Kitam.
- Chrysanthemum oreastrum Hance
- Chrysanthemum ornatum Hemsl.
- Chrysanthemum parvifolium C.C.Chang
- Chrysanthemum potentilloides Hand.-Mazz.
- Chrysanthemum rhombifolium (Y.Ling & C.Shih) H.Ohashi & Yonek.
- Chrysanthemum × rubellum Sealy
- Chrysanthemum × shimotomaii Makino
- Chrysanthemum sinuatum Ledeb.
- Chrysanthemum vestitum (Hemsl.) Kitam.
- Chrysanthemum yantaiense M.Sun & J.T.Chen
- Chrysanthemum yoshinaganthum Makino
- Zawadski-krizantém (Chrysanthemum zawadskii) Herbich
- Chrysanthemum zhuozishanense L.Q.Zhao & Jie Yang

## Képek

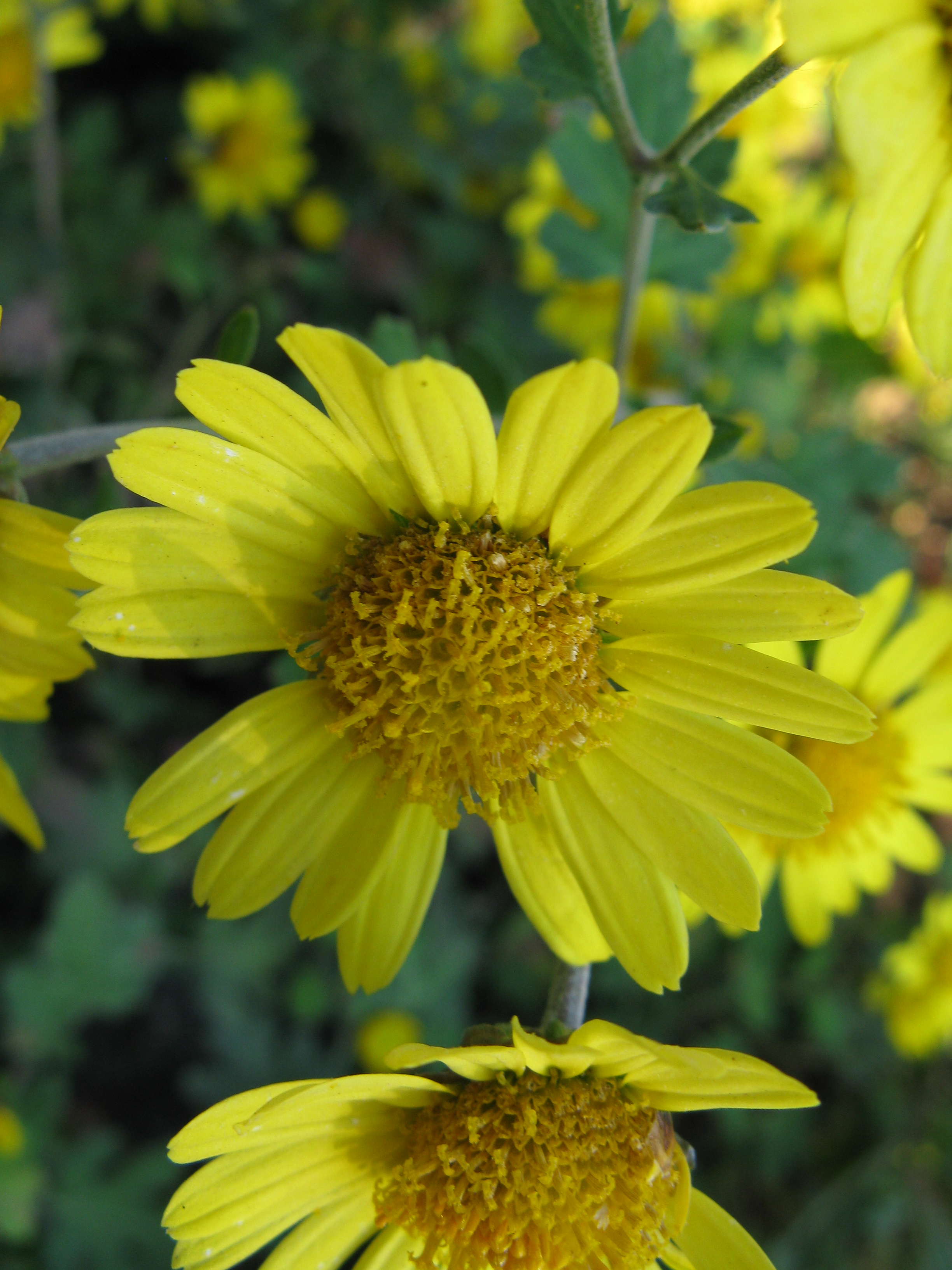
Chrysanthemum aphrodite
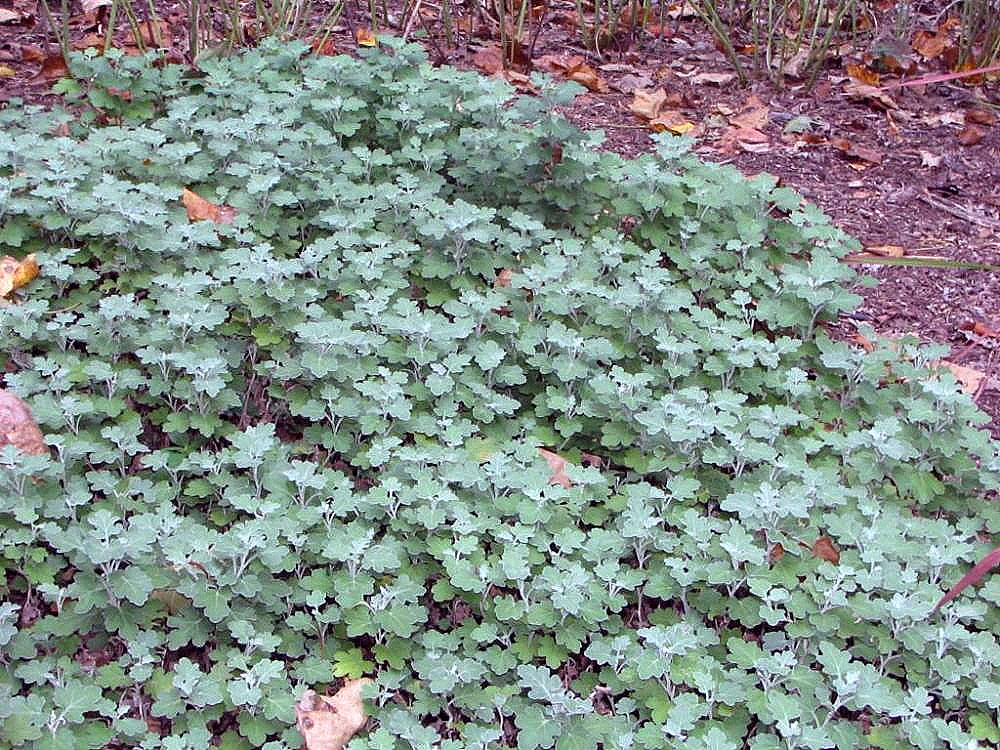
Chrysanthemum arcticum
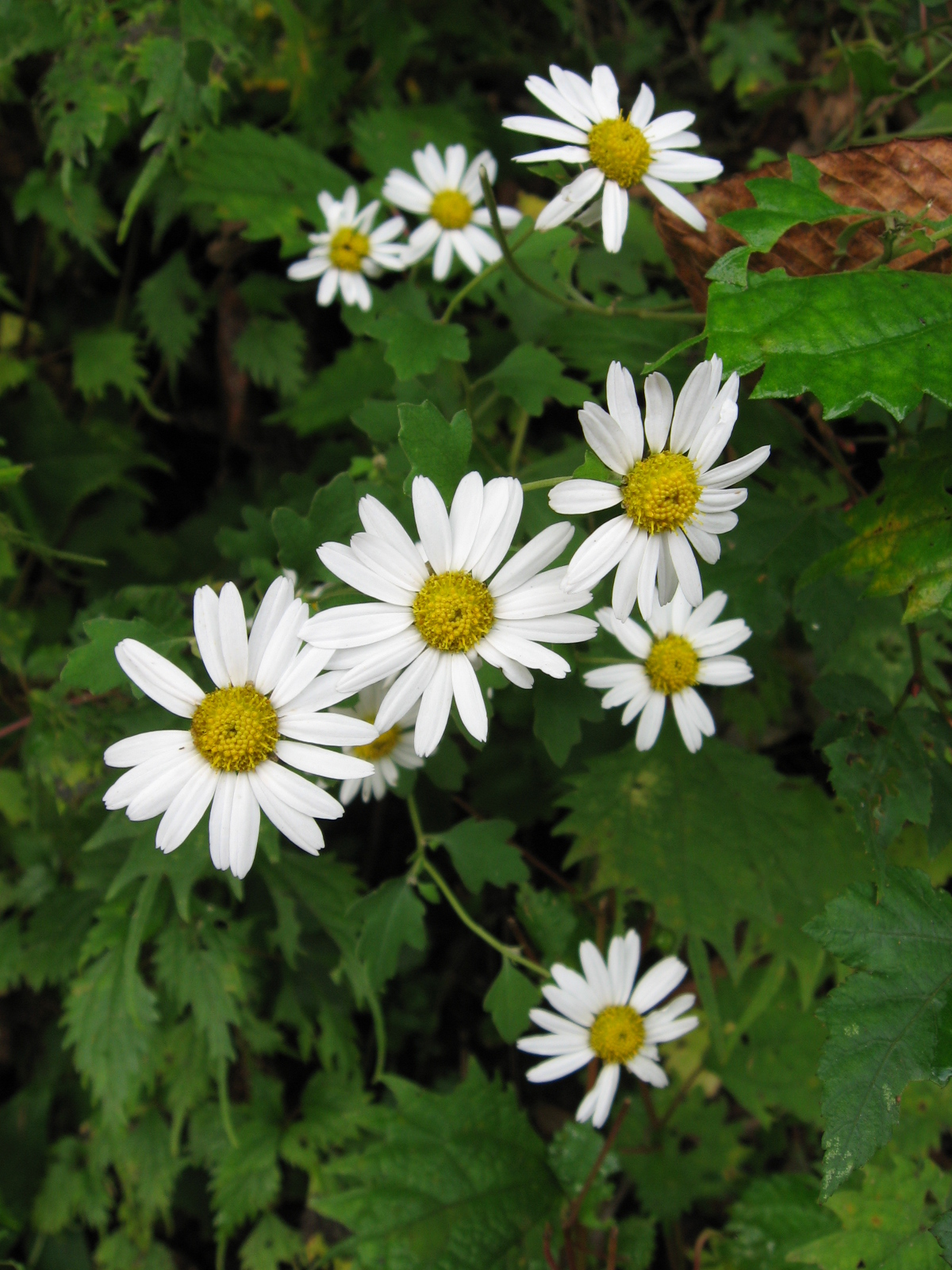
Chrysanthemum japonicum
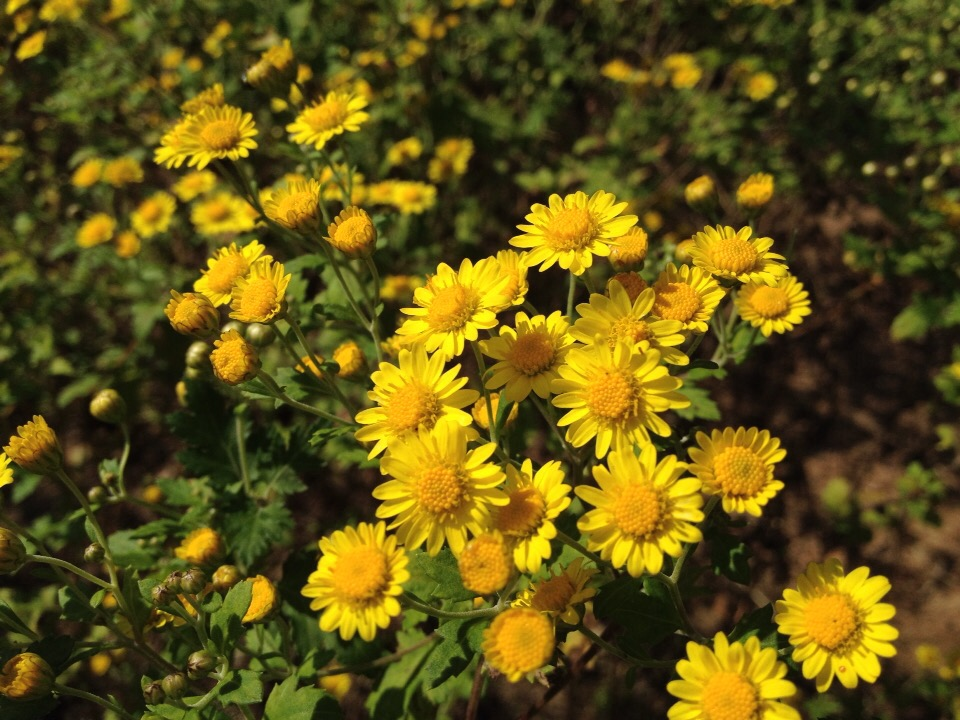
Chrysanthemum lavandulifolium
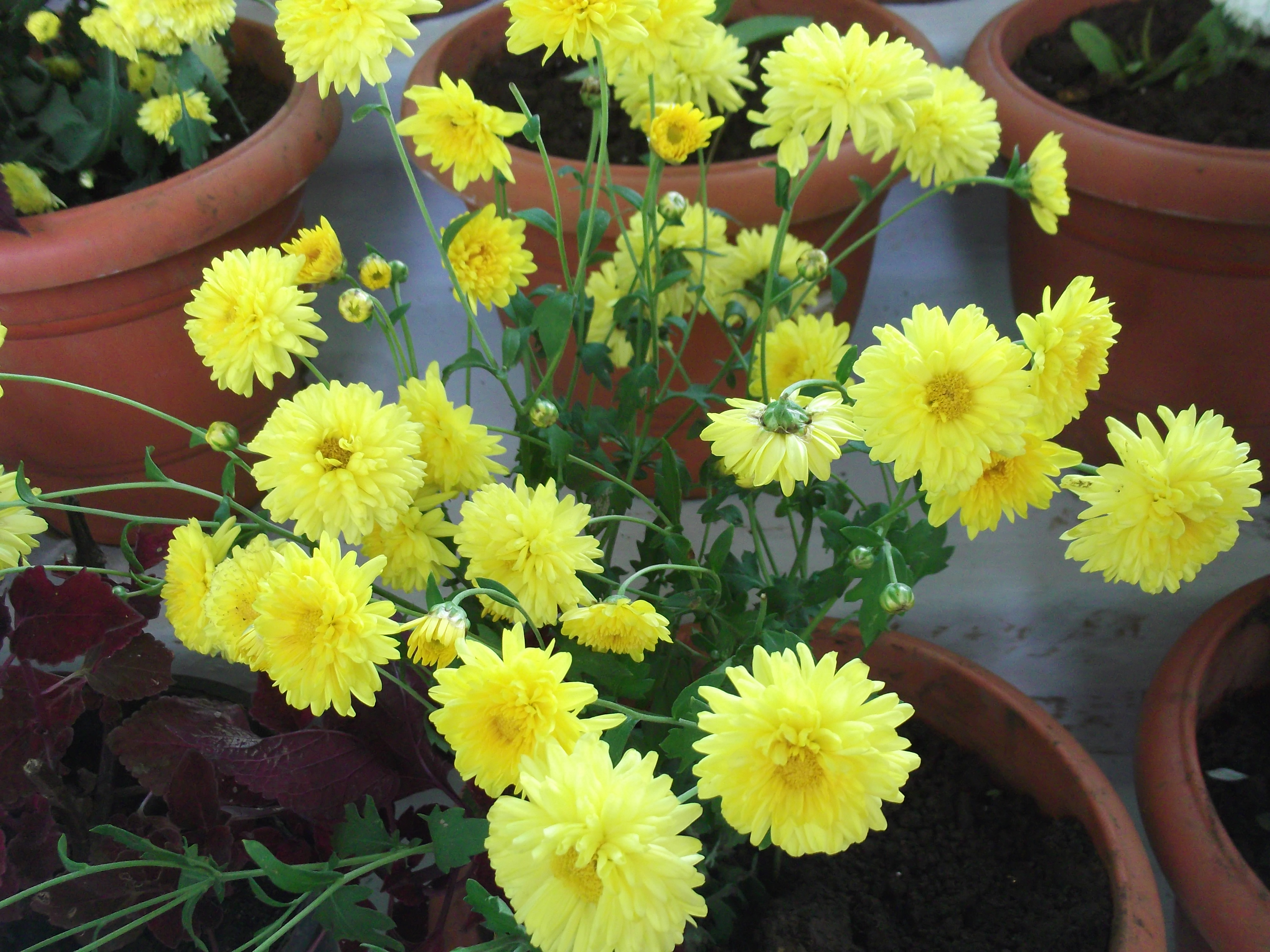
Chrysanthemum × morifolium
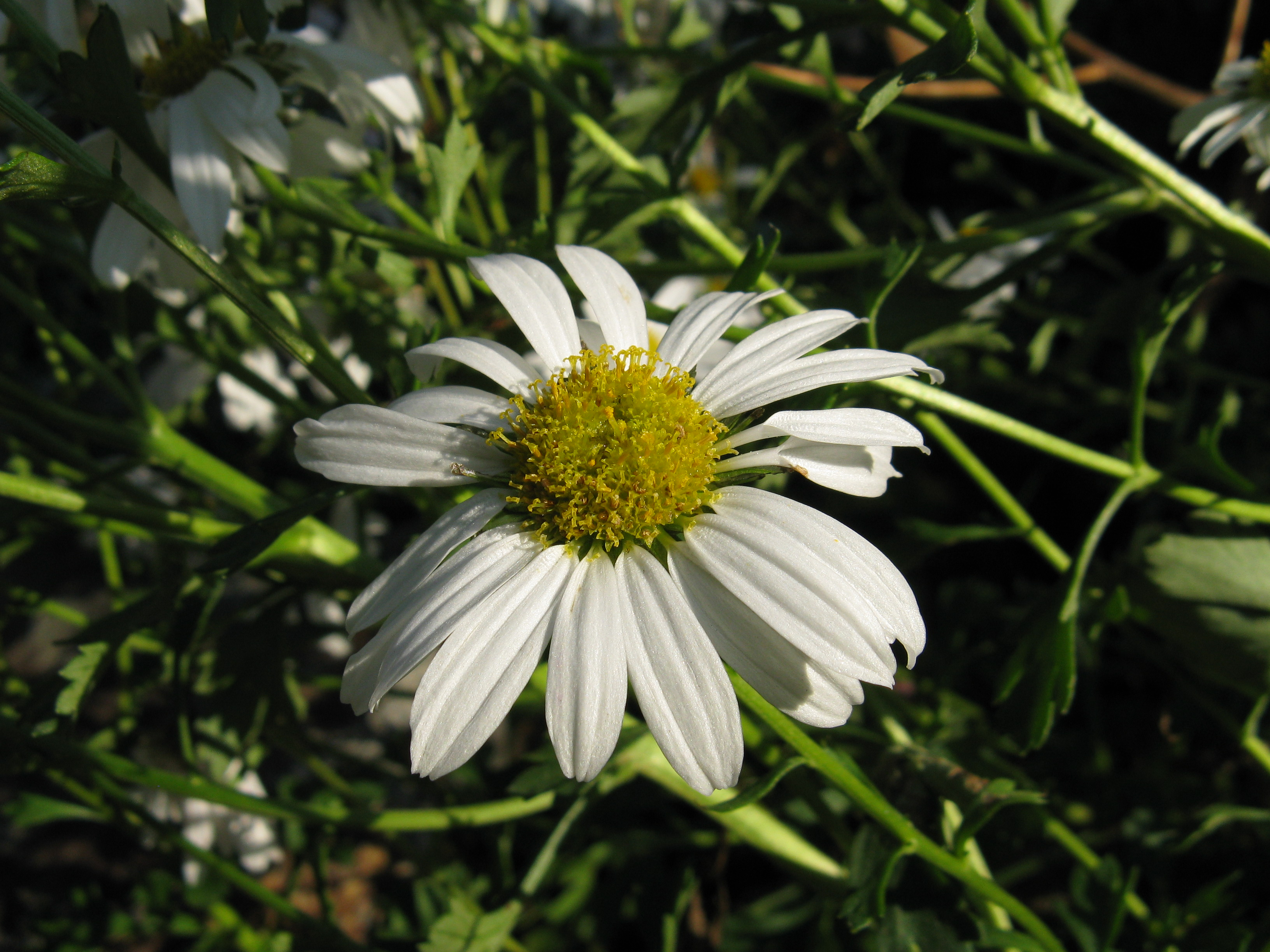
Chrysanthemum naktongense
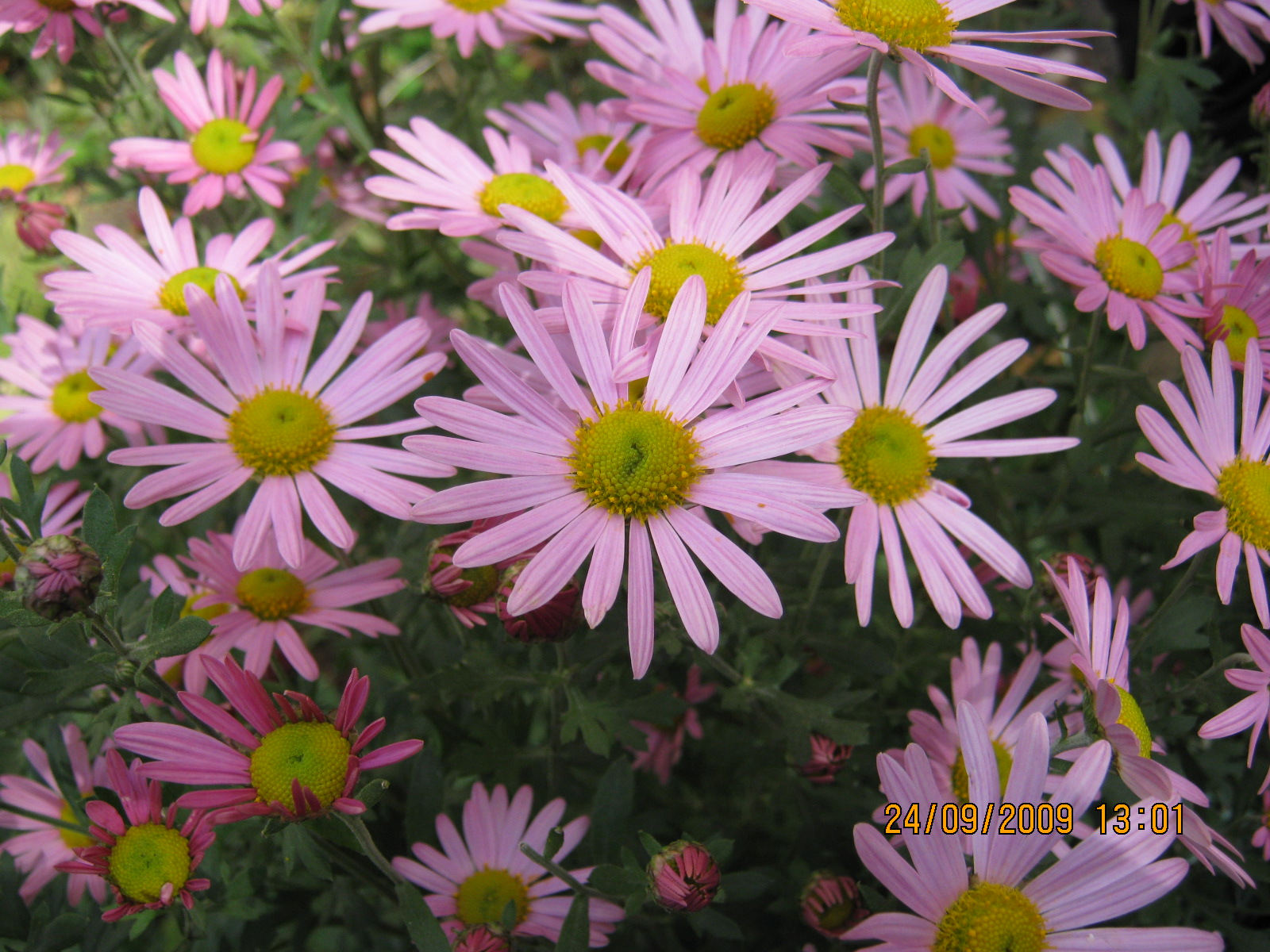
Chrysanthemum zawadskii